# 정오의 희망곡
《정오의 희망곡 김신영입니다》는 MBC FM4U(수도권 FM 91.9㎒)에서 매일 낮 12시부터 오후 2시까지 방송되는 연예오락 전문 라디오 프로그램이다. 줄여서 정희라고도 부른다.

## 역사
1971년 9월 19일 MBC FM4U가 개국하면서 첫방송되었으며, 2009년 MBC 라디오 봄 개편에 따라 잠정적으로 폐지되어 2009년 4월 20일부터 2010년 10월 17일까지 《현영의 뮤직파티》가 방송되었다가 2010년 10월 18일 이후 1년 만에 MBC 라디오 가을 개편에 따라 《정오의 희망곡》이 다시 부활되었다.

## 역대 DJ
- 길안자 (1970년대)
- 이성애(1976.10.18 ~ 1977.4.3)
- 서유석/이성애 (1977.4.4 ~ 1977.10.9)
- 서유석 (1977.10.10 ~ 1979.3.31)
- 라영욱 (1979.4.1 ~ 1980.8.31)
- 임예진 (1980.9.1 ~ 1981.3.31)
- 임예진(오후 1시 ~ 오후 2시, 2부 진행)/고영수(낮 12시 ~ 오후 1시, 1부 진행) (1981.4.1 ~ 1983.03.31)
- 임예진/고영수 (1983.4.1 ~ 1984.10.14)
- 이선주/고영수 (1984.10.15 ~ 1985.4.7)
- 이상벽/안숙진 (1986.11 ~ 하차 시기 미상)
- 유인촌/안숙진 (1988.10.24 ~ 1989.4)
- 송도순
- 이규리
- 임성희
- 이은주
- 조인영
- 손석희 (1989.4 ~ 10)
- 길은정 (1989.10 ~ 1994)
  - 이경규, 박미선 (1991.4.1 ~ 하차 시기 미상)
- 허수경 (1994.10.10 ~ 1995.10.8, 1996.4.1 ~ 1997.8.31)
  - 이영현 (1995.10.9 ~ 1996.3.31)
- 이의정 (1997.9.1 ~ 30)
- 신애라 (1997.10.1 ~ 1998.12.20 / 1999.1.11 ~ 1999.10)
- 이소라 (1998.12.21 ~ 1999.1.10)
- 김현정 (1999.10 ~ 2001.4.8)
- 김원희 (2001.4.9 ~ 2003.11.27)
- 정선희 (2003.11.28 ~ 2008.9)
  - 〈박정아(2008.9.9), 신지(9.10), 장윤정(9.11), 최재훈(9.13~15), 김효진(2008.9 ~ 10)〉
- 김효진 (2008.11.17 ~ 2009.4.19)
- 현영
  - 뮤직파티 (2009.4.20 ~ 2010.10.17), 정오의 희망곡 (2010.10.18~2011.10.23)
- 스윗 소로우 (2011.10.24 ~ 2012.10.21)
- 김신영 (2012.10.22 ~ 현재)[1]
  - 김신영의 건강 문제로 인한 공백 기간(2012.12.21 ~ 2013.3.3) 대리 진행자: 양세형, 케이윌, 이수영, 로이킴 & 정준영 그리고 예원

## 코너
매일 코너
- 오프닝 한마디
- 사연과 신청곡
- 신영나이트

요일 코너
- 월요일 : 이 시간에 설레는거 오랫만이야
- 화요일 : Live On Air
- 수요일 : 선생님을 모십니다
- 금요일 : 아무노래 TOP7 (With 정모)
- 토요일 : 추억의 TOP 20
- 일요일 : 정오의 희망곡 TOP 20

## 지역 방송국 프로그램
| 방송 채널                                   | 방송 권역                          | 프로그램                      | 방송 시간                    | 진행자                      |
| ------------------------------------------- | ---------------------------------- | ----------------------------- | ---------------------------- | --------------------------- |
| 춘천MBC FM4U 원주MBC FM4U MBC 강원영동 FM4U | 강원특별자치도                     | 정오의 희망곡 김지후입니다    | 매일 낮 12시 ~ 오후 2시      | 김지후                      |
| 부산MBC FM4U                                | 부산광역시                         | 찐디와 함께하는 정오의 희망곡 | 매일 낮 12시 ~ 오후 2시      | 정경진                      |
| 대구MBC FM4U                                | 대구광역시                         | 정오의 희망곡 이유진입니다    | 매일 낮 12시 ~ 오후 2시      | 이유진                      |
| 안동MBC FM4U                                | 경상북도                           | 안동MBC 정오의 희망곡         | 매일 낮 12시 ~ 오후 2시      | 평일 : 김민영 주말 : 송나영 |
| 포항MBC FM4U                                | 경상북도                           | 정오의 희망곡 양유경입니다    | 매일 낮 12시 ~ 오후 2시      | 양유경                      |
| 광주MBC FM4U                                | 광주광역시                         | 정오의 희망곡 박혜림입니다    | 매주 평일 낮 12시 ~ 오후 2시 | 박혜림                      |
| MBC 경남 FM4U                               | 경상남도                           | MBC경남 정오의 희망곡         | 매주 평일 낮 12시 ~ 오후 2시 | 김재영                      |
| 울산MBC FM4U                                | 울산광역시                         | 정오의 희망곡 박성은입니다    | 매주 평일 낮 12시 ~ 오후 2시 | 박성은                      |
| 대전MBC FM4U                                | 대전광역시 세종특별자치시 충청남도 | 대전MBC 정오의 희망곡         | 매주 평일 낮 12시 ~ 오후 2시 | 이윤주                      |
| MBC 충북 FM4U                               | 충청북도                           | MBC충북 정오의 희망곡         | 매주 평일 낮 12시 ~ 오후 2시 | 김희수                      |

| 방송 채널                                   | 방송 권역                          | 평일 | 주말 |
| ------------------------------------------- | ---------------------------------- | ---- | ---- |
| 춘천MBC FM4U 원주MBC FM4U MBC 강원영동 FM4U | 강원특별자치도                     | X    | X    |
| 대전MBC FM4U                                | 대전광역시 세종특별자치시 충청남도 | X    | O    |
| MBC 충북 FM4U                               | 충청북도                           | X    | O    |
| 부산MBC FM4U                                | 부산광역시                         | X    | X    |
| MBC 경남 FM4U                               | 경상남도                           | X    | O    |
| 울산MBC FM4U                                | 울산광역시                         | X    | O    |
| 대구MBC FM4U                                | 대구광역시                         | X    | X    |
| 안동MBC FM4U                                | 경상북도                           | X    | X    |
| 포항MBC FM4U                                | 경상북도                           | X    | X    |
| 광주MBC FM4U                                | 광주광역시                         | X    | O    |
| 목포MBC FM4U                                | 전라남도                           | O    | O    |
| 여수MBC FM4U                                | 전라남도                           | O    | O    |
| 전주MBC FM4U                                | 전북특별자치도                     | O    | O    |
| 제주MBC FM4U                                | 제주특별자치도                     | O    | O    |

## 같이 보기
- 연예오락
- 임백천의 백뮤직 (KBS 2라디오)
- 이수영의 12시에 만납시다 (CBS 음악FM)
- 이효주의 싱싱라디오 (BBS FM)